# Гідрид цезію
Гідри́д це́зію — неорганічна бінарна сполука цезію та гідрогену складу CsH, має вигляд білих кубічних кристалів.

## Отримання
Гідрид цезію отримують дією водню на розжарений металічний цезій:
{\displaystyle \mathrm {2Cs+H_{2}{\xrightarrow {300-350^{o}C}}2CsH\!} }

## Хімічні властивості
Гідрид цезію є дуже сильним відновником. Подібно до гідридів інших лужних металів він реагує з рідким аміаком та водою:
{\displaystyle \mathrm {CsH+NH_{3}\rightarrow CsNH_{2}+H_{2}\!} }
{\displaystyle \mathrm {CsH+H_{2}O\rightarrow CsOH+H_{2}\!} }
При нагріванні гідрид реагує з багатьма неметалами:
{\displaystyle \mathrm {2CsH+O_{2}{\xrightarrow {200^{o}C}}2CsOH\!} }
{\displaystyle \mathrm {2CsH+2S{\xrightarrow {300-350^{o}C}}Cs_{2}S+H_{2}S\!} }
{\displaystyle \mathrm {CsH+Cl_{2}{\xrightarrow {400^{o}C}}CsCl+HCl\!} }
А також із розчинами кислот:
{\displaystyle \mathrm {CsH+HCl\rightarrow CsCl+H_{2}\!} }